# جيري زيديك
الدكتور جيري زيديك (نشط 1970-2000) هو عالم أحفوريات وعالم حشرات أمريكية من أصل تشيكي.
وهو مؤسس مجلة الأحفوريات الفقارية في جامعة أوكلاهوما في عام 1980.

## المنشورات
- شائك الدرع.